# Агенты «Щ.И.Т.» (серия комиксов)
«Агенты „Щ.И.Т.“» (англ. Agents of S.H.I.E.L.D.) — серия комиксов, которую в 2016 году издавала компания Marvel Comics. Была создана после успеха одноимённого телесериала. Является продолжением серии комиксов S.H.I.E.L.D. 2014 года.

## Синопсис
Серия посвящена агенту Колсону, Мэй, Фитцу, Симмонсу, Дейзи, Детлоку и Пересмешнице.

## Выпуски
| №   | Название                       | Выход         | Оценка на Comic Book Roundup |
| #1  | Lola                           | март 2016     | 6.4 на основе 8 рецензий     |
| #2  | Dangerous Liaisons             | апрель 2016   | —                            |
| #3  | Free Fall                      | май 2016      | 6.2 на основе 2 рецензий     |
| #4  | Reversals of Fortune           | июнь 2016     | 4.5 на основе 1 рецензии     |
| #5  | Shanghaied                     | июль 2016     | 6.6 на основе 1 рецензии     |
| #6  | Unintended Consequences        | август 2016   | 6.5 на основе 1 рецензии     |
| #7  | Whose Side Are You On?         | сентябрь 2016 | 6.5 на основе 1 рецензии     |
| #8  | The Third Faction              | октябрь 2016  | 5.5 на основе 1 рецензии     |
| #9  | Elektra, Agent of S.H.I.E.L.D. | ноябрь 2016   | 5.5 на основе 3 рецензий     |
| #10 | End of the Line                | декабрь 2016  | 8.3 на основе 3 рецензий     |

### Коллекционные издания
| Название              | Собранный материал                                              | Кол-во страниц | Выход           | ISBN                         |
| --------------------- | --------------------------------------------------------------- | -------------- | --------------- | ---------------------------- |
| The Coulson Protocols | Agents of S.H.I.E.L.D. #1-6 All-New, All-Different Point One #1 | 144            | 9 августа 2016  | 0785196285 978-0785196280    |
| Under New Management  | The Accused #1 Agents of S.H.I.E.L.D. #7-10                     | 120            | 14 декабря 2016 | 0785196293 978-0-7851-9629-7 |

## Отзывы
На сайте Comic Book Roundup серия имеет оценку 6,2 из 10 на основе 21 рецензии. Джесс Шедин из IGN поставил первому выпуску 4,3 балла из 10 и написал, что комикс «мало что делает для того, чтобы соответствовать наследию телесериала». Дженнифер Ченг из Comic Book Resources отмечала, что первый выпуск «ещё мало что добавляют к франшизе, но этот дебют показывает проблески надежды. Сюжет и действие развиваются предсказуемо, но на страницах есть словесная и визуальная энергия, и команда чувствует себя сплочённой». Джастин Патридж из Newsarama дал первому выпуску 6 баллов из 10 и посчитал, что «этот дебют пытается сделать нечто большее, чем просто точную копию вызывающего разногласия телешоу».